# Maestro de Ávila

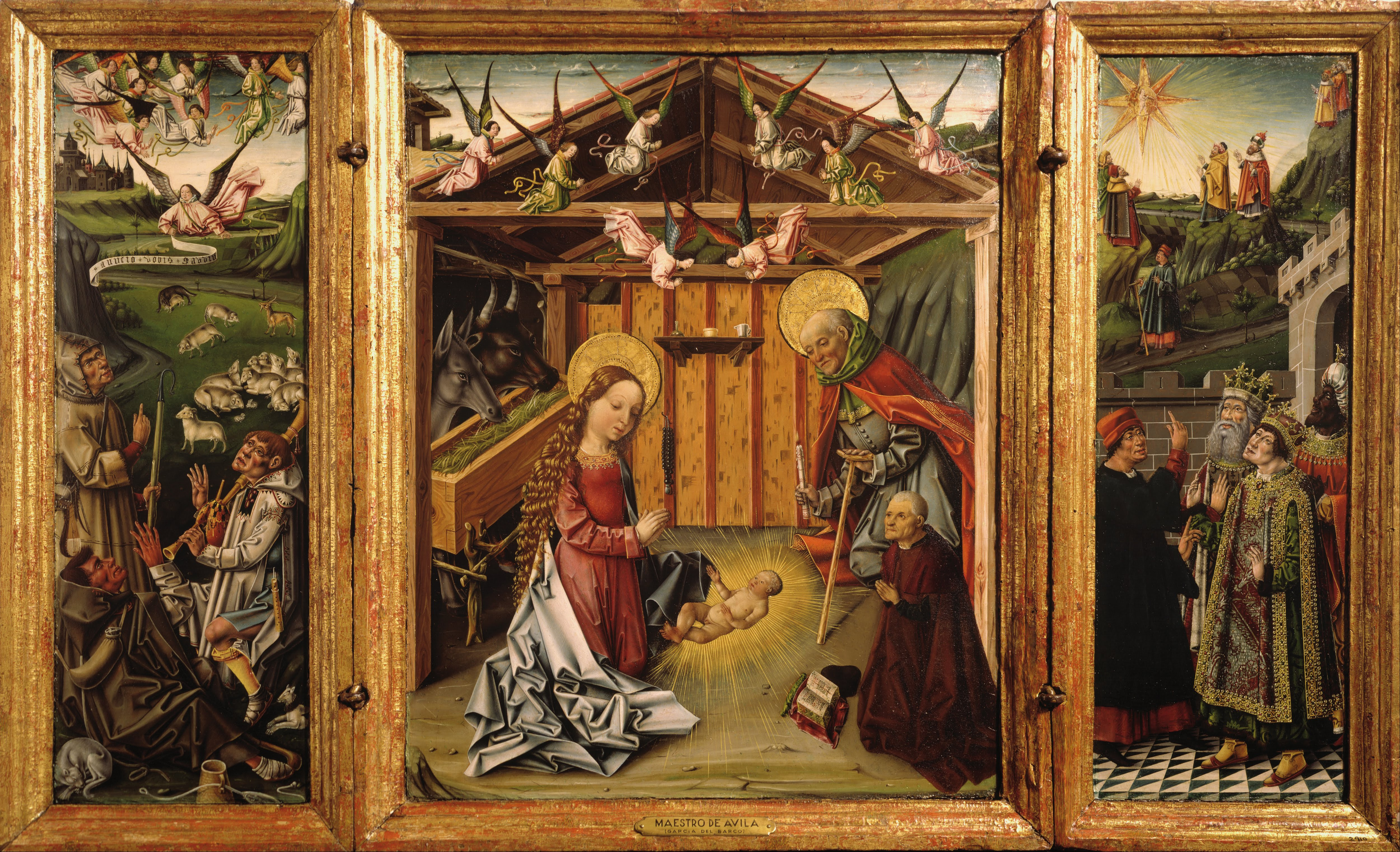
Tríptico del Nacimiento, óleo sobre tabla, 82 x 136,5 cm, Madrid, Museo Lázaro Galdiano.

Se conoce como maestro de Ávila a un pintor de estilo hispano flamenco relacionado con Fernando Gallego, activo en Ávila y su comarca en la segunda mitad del siglo XV. Para Elías Tormo y otros podría identificarse con García del Barco, pintor documentado en Ávila entre 1465 y 1473, de quien no se conoce obra segura. 
Su personalidad se ha configurado a partir del tríptico de la Natividad del Museo Lázaro Galdiano, procedente del convento de la Concepción de Ávila, con el Nacimiento y el donante en el panel central, el Anuncio a los pastores y los Magos observando la estrella, en las tablas laterales, y la Anunciación en las puertas exteriores, casi monocromas. Caracterizado por la angulosidad de los plegados y amplios paños, con él se han relacionado las tablas de un retablo de la iglesia de La Asunción de El Barco de Ávila, en las que se advierte correspondencia con la obra del llamado Maestro de la Sisla, su posible discípulo, el Abrazo ante la Puerta Dorada de la iglesia de San Vicente de Ávila, el tríptico de Santo Domingo y Santo Tomás del Museo de Vitoria, y los retablos de la iglesia de San Martín de Bonilla de la Sierra y de San Pedro de la catedral de Ávila, obras a las que se ha agregado más recientemente un Calvario en tabla del Museo del Prado que en el pasado se tuvo por obra de Fernando Gallego.
García del Barco, documentado como pintor vecino de Ávila en 1465 y 1467, cuando vendió un caballo a Diego Tamayo, deán de Santiago, aparece mencionado como pintor famoso en 1473, al contratar Fernando Gallego los retablos de la catedral de Coria y ser designado por este para actuar de árbitro en caso de litigio entre las partes junto a fray Pedro de Salamanca, a quien también se ha propuesto alguna vez identificar con el maestro de Ávila. En octubre de 1476, todavía como vecino de Ávila y junto con Juan Rodríguez, vecino de Béjar, se comprometió a pintar «de obra morisca» las puertas y techos de los corredores de la fortaleza de los duques de Alba en El Barco, según documento publicado por Ceán Bermúdez en el suplemento del tomo VI de su Diccionario histórico de los más ilustres profesores de las Bellas Artes en España. En fecha indeterminada, pero después de 1492, pasó a Granada donde falleció antes de 1498. Juan Rodríguez, su compañero en la decoración morisca de la fortaleza de El Barco, firmó un tríptico con el Bautismo de Cristo en la tabla central, la Transfiguración y la Imposición de la casulla a San Ildefonso en la portezuela izquierda y la Misa de San Gregorio y un donante ante un cuadro de María con el Niño en la derecha, conservado en la iglesia de La Asunción de Nuestra Señora de El Barco, donde se guardan algunas otras tablas relacionadas con el maestro de Ávila procedentes de su antiguo retablo.